# LaMelo Ball
LaMelo LaFrance Ball  nascut el 22 d'agost de 2001) és un jugador professional de bàsquet americà dels Charlotte Hornets de la National Basketball Association (NBA). Va ser seleccionat pels Hornets amb la tercera elecció global del 2020 NBA draft. Ball va ser votat com el Rookie de l'Any de l'NBA el 2021 i nomenat NBA All-Star la temporada següent, el 2022.
Ball va començar la seva etapa escolar al Chino Hills High School a Chino Hills, Califòrnia, on va guanyar un campionat estatal i va aconseguir l'èxit nacional com a estudiant de primer any amb els seus germans grans Lonzo i LiAngelo. Abans de la seva temporada júnior, una disputa amb l'entrenador el va impulsar a deixar Chino Hills i fitxar pel club professional lituà Prienai. El 2018, va jugar a la Junior Basketball Association (JBA), una lliga creada pel seu pare, abans de tornar a l'escola secundària com a sènior amb la SPIRE Academy a Geneva (Ohio). Ball va ser un fitxatge de cinc estrelles i es va comprometre amb la UCLA, però va optar per renunciar al bàsquet universitari enmig de dubtes sobre la seva elegibilitat i jugar a Austràlia amb els Illawarra Hawks de la National Basketball League (NBL) el 2019. Allà va tenir un ascens meteòric. Anteriorment, els exploradors havien qualificat Ball com una elecció de segona ronda i possiblement mai no jugaria a la NBA. No obstant això, el seu èxit el va portar a ser seleccionat en tercera posició pels Hornets al draft del 2020.
Ball i els seus germans han atret l'atenció nacional des que jugaven junts a l'institut. El seu pare, LaVar, també es va convertir en una personalitat mediàtica el 2017. Ball té una sabatilla amb el nom de la seva firma de la companyia del seu pare, Big Baller Brand, i un paper en el reality show de la seva família a Facebook Watch Ball in the Family. El seu germà gran Lonzo Ball és base dels Chicago Bulls, i el seu germà del mig LiAngelo Ball és un raper que ha signat amb Def Jam Records.

## Primers anys
Ball va néixer a Anaheim, Califòrnia, fill de LaVar i Tina Ball, que van ser jugadors universitaris de bàsquet.
Ball va ser entrenat en basketball pel seu pare, LaVar, des que va poder caminar. Als quatre anys, va començar a jugar a aquest esport amb els seus germans grans, Lonzo i LiAngelo, enfrontant-se a oponents molt més grans. També va jugar a flag football amb els seus germans als cinc anys, però va continuar centrant-se en el bàsquet. El 2013, mentre estava a setè grau, Ball va començar a jugar amb els seus germans a Big Ballers VXT, un equip de 17 anys i menys de la Amateur Athletic Union (AAU) llançat i entrenat pels seus pares. L'equip, que no estava patrocinat per una gran empresa de calçat, no va competir als circuits principals de l'AAU i en lloc d'això va participar en competicions locals.

## Etapa escolar

### Temporada de debut (2015–2016)
A la seva temporada de debut, Ball va començar a jugar a bàsquet per al Chino Hills High School a Chino Hills, Califòrnia. Va ser company d'equip dels seus dos germans grans, Lonzo i LiAngelo, i del seu cosí, Andre Ball. Al seu primer partit, Ball va marcar 27 punts com a titular. El 5 de març de 2016, va marcar 26 punts en una victòria sobre Sierra Canyon School pel títol de la Divisió Oberta de la CIF Southern Section. Més tard al mes, Ball va ajudar el seu equip a aconseguir el campionat estatal de la Divisió Oberta de la CIF, anotant 14 punts a la final contra De La Salle High School. Chino Hills va acabar la temporada amb un rècord de 35-0 i va reclamar el mythical national championship. Ball va tenir una mitjana de 16,4 punts i 3,8 assistències per partit i va compartir els honors de MaxPreps National Freshman of the Year amb el seu company d'equip, Onyeka Okongwu.

### Segona temporada (2016–2017)
El 26 de desembre de 2016, Ball va protagonitzar titulars nacionals per fer una cistella de mitja pista dos segons després de començar un partit. El 4 de febrer de 2017, va patir la seva primera derrota a l'institut malgrat marcar 36 punts, el màxim del partit, amb Oak Hill Academy posant fi a la ratxa de 60 victòries de Chino Hills. Al seu següent partit, el 7 de febrer, Ball va marcar 92 punts en una victòria sobre Los Osos High School, la segona major puntuació en un sol partit a la història de l'institut de Califòrnia. Va ser criticat per analistes per seleccionar cistelles fàcils, ja que sovint esperava a prop de la mitja pista per obtenir un tir obert a la seva següent possessió en lloc de defensar. Ball va acabar la temporada amb una mitjana de 26,7 punts i gairebé 10 assistències per partit, obtenint el reconeixement de l'equip All-American de segon any de MaxPreps. El 27 de juliol, va participar en un partit AAU contra el jugador de cinc estrelles Zion Williamson que va aparèixer als mitjans esportius nacionals.
El 2 d'octubre de 2017, abans de la seva tercera temporada, Ball va deixar Chino Hills per rebre homeschooling perquè el seu pare desaprovava el recentment nomenat entrenador Dennis Latimore i l'administració escolar. El 7 de desembre, va signar amb l'agent Harrison Gaines per jugar professionalment a l'estranger juntament amb el seu germà LiAngelo. La decisió indicava que no jugaria a bàsquet universitari. Els dies següents, Gaines va oferir els germans a equips professionals a diversos països europeus i al Japó.

### Temporada sènior (2018–2019)

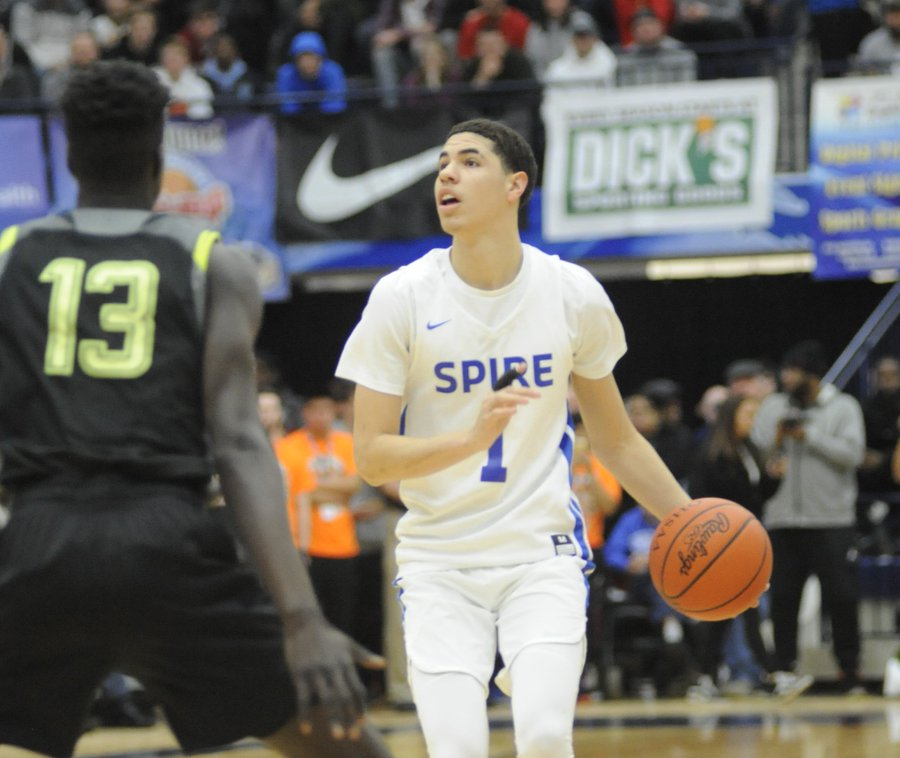
Ball amb la SPIRE Academy al Flyin' to the Hoop Invitational, gener del 2019.

El 5 de novembre de 2018, després d'haver saltat el seu any júnior i part del seu any sènior per jugar professionalment, Ball es va unir a l'SPIRE Institute and Academy, una escola preparatòria a Geneva (Ohio), on va jugar sota la direcció de l'entrenador Jermaine Jackson. SPIRE competia fora de la jurisdicció de la Ohio High School Athletic Association, permetent a Ball jugar sense preocupacions sobre el seu estatus d'amateur. Varios equips destacats d'institut van cancel·lar els seus partits contra SPIRE perquè l'experiència professional de Ball amenaçaria la seva elegibilitat segons les seves federacions estatals. El seu equip va ser eliminat del torneig Hoophall Classic perquè els organitzadors de l'esdeveniment no van complir una petició de 10.000 dòlars d'un associat de la família Ball perquè Ball pogués jugar. El 10 de novembre de 2018, Ball va debutar a SPIRE, registrant 20 punts, 13 assistències i cinc rebots en una victòria per 96-84 sobre The Hill School. Ball va ajudar el seu equip a arribar a la final i va ser nomenat MVP de la temporada. Va ser declarat inelegible per al 2019 McDonald's All-American Game a causa de la seva experiència professional.

### Reclutament
Ball es va comprometre verbalment a jugar bàsquet universitari per a UCLA als 13 anys, abans de començar l'institut, convertint-se en el tercer dels seus germans en comprometre's amb l'escola. Ball, que també va ser reclutat per Virginia i Washington State en aquell moment, va dir que UCLA era la seva "escola somiada". Va sorgir com un dels millors recrutes de la classe del 2019 durant la seva segona temporada a l'institut. La majoria dels serveis de reclutament el consideraven un recrut de cinc estrelles i un dels millors bases del seu curs. Quan Ball va tornar a l'institut després d'una temporada professional el 2018, va seguir sent un recrut de cinc estrelles.
El llançament el 2017 de la sabatilla Melo Ball 1 de Big Baller Brand, la companyia d'articles esportius de la seva família, va amenaçar la seva elegibilitat segons la National Collegiate Athletic Association (NCAA). El pare de Ball va ignorar les preocupacions i va considerar que el seu fill es saltés la universitat per aquesta raó. La firma d'un agent per part de Ball i la seva experiència professional van posar encara més en perill la seva elegibilitat a la NCAA. Malgrat les preguntes sobre la seva elegibilitat, que van desanimar els principals programes de la NCAA Division I a reclutar-lo, va expressar interès a jugar a bàsquet universitari en el seu retorn a l'institut al novembre de 2018. En els mesos següents, però, Ball va explorar opcions alternatives, incloent l'escola preparatòria, la NBA Development League i lligues professionals a Austràlia i la Xina.

## Trajectòria professional

### Prienai (2018)

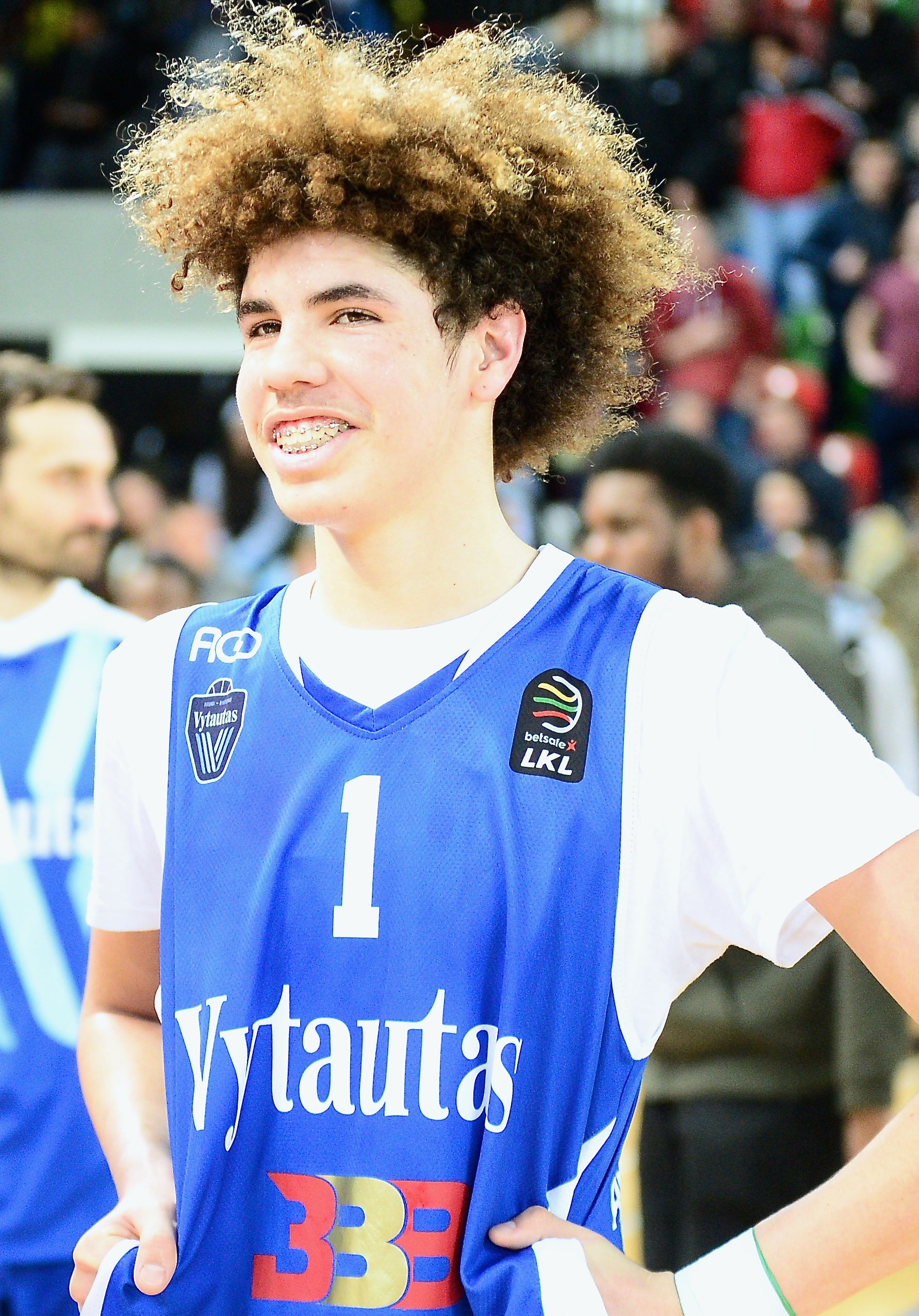
Ball en un partit d'exhibició del Prienai a Londres, abril de 2018.

L'11 de desembre de 2017, Ball va signar amb Prienai de la Lliga Lituana de Basquetbol (LKL) amb el seu germà, LiAngelo. Segons les informacions, Ball es va convertir en el jugador americà més jove a signar un contracte professional de bàsquet. El trasllat dels germans a Lituània va ser molt reportat pels mitjans esportius americans. Prienai es va retirar de la Lliga bàltica de bàsquet a la seva arribada i va participar en diversos partits d'exhibició patrocinats per Big Baller Brand. El 13 de gener de 2018, Ball va debutar com a professional, sense anotar cap punt en cinc minuts contra Lietkabelis. El 4 de febrer, va aconseguir la seva màxima anotació de la temporada amb 19 punts, quatre triples i sis assistències, en una derrota contra Žalgiris. En un partit d'exhibició cap al final del mes, va patir una lesió a la cama que el va deixar apartat durant un mes. El 25 d'abril, Ball va deixar Prienai amb la seva família, amb el seu pare criticant l'entrenador Virginijus Šeškus, en part perquè Ball no va rebre prou minuts de joc. Va acabar la temporada de la LKL amb una mitjana de 6,5 punts i 2,4 assistències, amb un 26,8% de tirs de camp, en 12,8 minuts per partit.

### Los Angeles Ballers (2018)
El 4 de maig de 2018, Ball va signar amb els Los Angeles Ballers de la Junior Basketball Association (JBA), una nova lliga creada pel seu pare com a alternativa al bàsquet universitari, i va ser presentat per la lliga com el seu "jugador estrella". En el seu debut el 21 de juny, va aconseguir un triple-doble de 40 punts, 16 rebots, 10 assistències i tres robatoris, amb un 15 de 40 en tirs de camp, en una victòria per 134-124 contra els New York Ballers. Al llarg de vuit partits de temporada regular, Ball va tenir una mitjana de triple-doble amb 39,6 punts, 14,6 rebots i 11,5 assistències per partit, mentre que va ser nomenat per al All-Star Game. A les semifinals de playoffs contra els New York Ballers, va aconseguir la seva màxima anotació de la temporada amb 55 punts, 16 rebots i set assistències. Va liderar Los Angeles fins al campionat de la JBA sobre els Seattle Ballers. Després de la temporada, Ball va ser nomenat a l'equip seleccionat de la lliga, anomenat JBA USA, que s'enfrontaria a diversos equips europeus en una gira internacional. El 31 d'octubre, en un partit d'exhibició contra Dzūkija durant la gira, va ser expulsat després d'esbufegar a un jugador rival a la cara durant una baralla. El 5 de novembre, va deixar la gira de la JBA per tornar a l'escola secundària als Estats Units per a la seva temporada sènior.

### Illawarra Hawks (2019–2020)

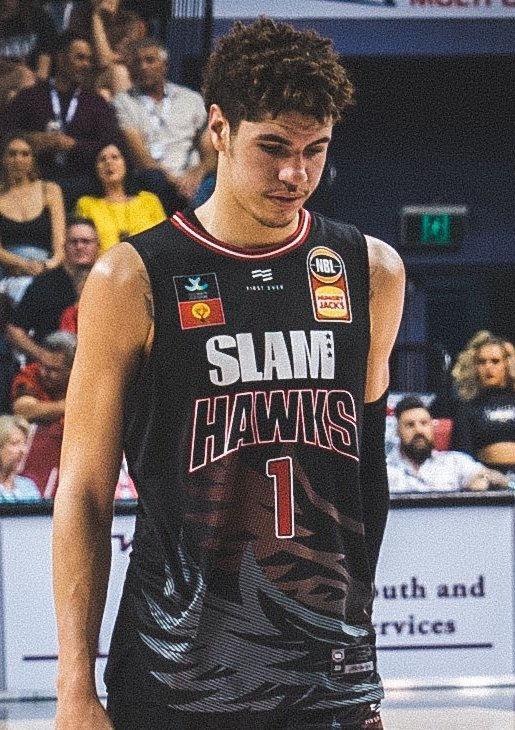
Ball amb els Illawarra Hawks, octubre de 2019.

El 17 de juny de 2019, Ball va signar un contracte de dos anys, que incloïa clàusules de sortida a la NBA, amb els Illawarra Hawks de la lliga australiana National Basketball League (NBL). Es va unir als Hawks a través del programa NBL Next Stars, que té com a objectiu desenvolupar candidats al Draft de l'NBA.  A l'agost de 2019, després de jugar amb No Shnacks a la Drew League, Ball va ser nomenat Leader of the New School, un premi que reconeix el millor debutant de la lliga. Per a la temporada NBL, es va traslladar a Austràlia amb el seu antic entrenador de l'SPIRE Institute, Jermaine Jackson, qui es va convertir en el seu representant i el va ajudar a aclimatar-se. A finals de setembre, va tenir èxit al NBL Blitz, un torneig de pretemporada. Va registrar 19 punts, 13 rebots i set assistències en una victòria de pretemporada sobre els Perth Wildcats.
El 6 d'octubre, en el seu primer partit de temporada regular, Ball va sumar 12 punts, 10 rebots i cinc assistències amb un 6 de 17 en tirs en una derrota contra els Brisbane Bullets. Va assumir un paper més important després d'una lesió que va acabar amb la temporada del base estrella Aaron Brooks el 27 d'octubre. Ball va registrar la seva màxima anotació de la temporada amb 32 punts, 11 rebots i 13 assistències el 25 de novembre, en una victòria a la pròrroga sobre els Cairns Taipans, per convertir-se en el jugador més jove de la NBL en registrar un triple-doble. En el seu següent partit, Ball va aconseguir un altre triple-doble amb 25 punts, 12 rebots i 10 assistències, però va tenir un 10 de 28 en tirs en una derrota contra els New Zealand Breakers. Es va convertir en el quart jugador en la història de la lliga, i el primer des que la NBL va canviar als partits de 40 minuts el 2009, en registrar triple-dobles consecutius.
L'8 de desembre, abans de jugar un altre partit, es va anunciar que es perdria unes quatre setmanes d'acció després de patir un cop al peu durant un entrenament. El 16 de gener de 2020, mentre encara estava lesionat, Ball va decidir no jugar la resta de la temporada. Va deixar els Hawks el 28 de gener per tornar als Estats Units i preparar-se per al 2020 NBA draft. En 12 partits de la NBL, Ball va tenir una mitjana de 17 punts, 7,4 rebots i 6,8 assistències per partit, amb un 37,7% de tirs de camp. Al final de la temporada, va ser nomenat NBL Rookie of the Year per sobre de Kouat Noi per cinc vots (49–44). Abans de jugar a la NBL, Ball havia estat projectat com una elecció de segona ronda o possiblement sense ser escollit, consolidant-se durant el seu temps amb els Hawks com a possible elecció entre els tres primers i el potencial primer jugador seleccionat al 2020 NBA draft.

### Charlotte Hornets (2020–present)

#### 2020–2021: Millor jugador debutant
Ball era considerat el primer jugador a escollir en el 2020 NBA draft. En el 2020 NBA draft, celebrat el 18 de novembre de 2020, Ball va ser seleccionat en tercera posició pels Charlotte Hornets. Ell i el seu germà Lonzo, que va ser escollit com el número 2 en el draft de 2017, es van convertir en el primer parell de germans en ser seleccionats entre els 3 primers del Draft de l'NBA. Després d'una pretemporada irregular, va començar la temporada regular sortint des de la banqueta. Ball va debutar el 23 de desembre de 2020, sense anotar cap punt però amb un rebot, tres assistències i dues robades en 16 minuts en una derrota per 121–114 contra els Cleveland Cavaliers.
El 8 de gener de 2021, contra els New Orleans Pelicans, Ball i Lonzo van jugar el seu primer partit oficial l'un contra l'altre a qualsevol nivell. Ball va ajudar a liderar els Hornets des d'un dèficit de 18 punts fins a una victòria per 118–110. Va estar a punt de fer un triple-double amb 12 punts, 10 rebots i nou assistències. El 9 de gener, amb 19 anys i 140 dies, es va convertir en el jugador més jove de la història de la NBA amb un triple-doble, aconseguint 22 punts, 12 rebots i 11 assistències en una victòria per 113–105 contra els Atlanta Hawks, un rècord que més tard seria superat per Josh Giddey. El 30 de gener, Ball va registrar el que aleshores era el seu màxim de 27 punts, juntament amb cinc rebots, nou assistències i quatre robades en una victòria per 126–114 sobre els Milwaukee Bucks. Per la seva actuació a desembre i gener, Ball va ser guardonat amb el premi a Millor jugador debutant de la Conferència Est després de promediar 12,2 punts, 6,1 assistències, 5,9 rebots i 1,4 robades en els seus primers 21 partits a la NBA. L'1 de febrer, Ball va fer la seva primera titularitat en una victòria per 129–121 sobre els Miami Heat. Va acabar el partit amb 14 punts, cinc rebots i set assistències. El 5 de febrer, Ball va registrar el que aleshores era el seu màxim de 34 punts, juntament amb vuit assistències, quatre rebots, dues robades i un tapó en una derrota per 138–121 contra els Utah Jazz. També es va convertir en el jugador més jove de la història de la franquícia en registrar un partit de 30 punts. Va ser nomenat de nou Millor jugador debutant del mes de febrer després de promediar 20,1 punts, 6,2 rebots i 6,7 assistències en 13 partits. El 21 de març, Ball va patir una fractura al canell dret en una derrota contra els Los Angeles Clippers i va ser donat de baixa per temps indefinit. El 19 d'abril, Ball va rebre l'alta per reprendre les activitats de bàsquet. L'1 de maig, Ball va tornar de la seva lesió, aconseguint 11 punts, set rebots i vuit assistències, en una victòria per 107–94 contra els Detroit Pistons. Després de la temporada, Ball va ser nomenat Rookie de l'Any de l'NBA 2020–21 i va ser seleccionat per l'NBA All-Rookie First Team.

#### 2021–2022: Primera selecció All-Star
A l'obertura de la temporada 2021–22 dels Hornets, Ball va igualar el seu màxim de set triples, mentre anotava 31 punts, nou rebots i set assistències en una victòria de 123–122 sobre els Indiana Pacers. El 17 de novembre, Ball va aconseguir 11 punts i un màxim de 14 assistències en una victòria de 97–87 sobre els Washington Wizards. L'1 de desembre, Ball va registrar aleshores un màxim de 36 punts, juntament amb nou assistències, cinc rebots i tres robatoris en una derrota de 127–125 davant els Milwaukee Bucks. El 2 de febrer de 2022, Ball va registrar aleshores un màxim de 38 punts, juntament amb nou assistències i cinc rebots, en una derrota de 113–107 davant els Boston Celtics. El 7 de febrer, Ball va ser nomenat per al seu primer NBA All-Star com a substitut per lesió de Kevin Durant.

#### 2022–2023: Lesió de final de temporada
Abans de la 2022–23 NBA season, Ball va canviar el seu número de samarreta del número 2 al número 1. El 13 de febrer de 2023, Ball va registrar 30 punts, sis rebots i un màxim de 15 assistències en una victòria de 144–138 sobre els Atlanta Hawks. També es va convertir en el primer jugador de la història dels Hornets a registrar almenys 30 punts, cinc rebots i 15 assistències en un partit. El 15 de febrer, Ball va aconseguir 28 punts, 10 assistències i un màxim de 12 rebots en una victòria de 120–110 sobre els San Antonio Spurs. Es va convertir en el segon jugador més jove de la història de la NBA a arribar als 1.000 punts, 1.000 rebots i 1.000 assistències a la seva carrera, només superat per LeBron James. El 27 de febrer, durant una victòria de 117–106 sobre els Detroit Pistons, Ball va patir una lesió al turmell dret sense contacte. Després del partit, els Hornets van anunciar que s'havia fracturat el turmell i que estava descartat indefinidament. L'1 de març, Ball va ser operat amb èxit per tractar la seva lesió i va ser descartat per a la resta de la temporada.

#### 2023–2024: Extensió de contracte
El 6 de juliol de 2023, Ball va signar una extensió de contracte amb els Hornets. El 5 de novembre, Ball va aconseguir un triple-doble amb 30 punts, 13 assistències i 10 rebots en una derrota de 124–118 davant els Dallas Mavericks.

#### 2024–2025: Màxim de carrera en anotació
El 23 d'octubre de 2024, en el partit inaugural de la temporada dels Hornets, Ball va aconseguir 34 punts, vuit rebots i 11 assistències en una victòria de 110–105 sobre els Houston Rockets. Ball també es va convertir en el primer jugador de la franquícia Hornets a aconseguir almenys 30 punts i 10 assistències en un partit inaugural de temporada. El 23 de novembre, Ball va aconseguir un màxim de 50 punts, cinc rebots i 10 assistències en una derrota de 125–119 davant els Milwaukee Bucks. Es va convertir en el tercer jugador més jove de la història de la NBA a aconseguir 50 punts. Ball va seguir la seva actuació de 50 punts contra els Bucks anotant 44 punts en el seu següent partit contra els Orlando Magic en una derrota de 95–84. En 47 titularitats per a Charlotte, Ball va promediar 25,2 punts, 4,9 rebots i 7,4 assistències. El 28 de març de 2025, els Hornets van anunciar que Ball es perdria la resta de la temporada per sotmetre's a dos procediments menors per tractar problemes al turmell i al canell.

## Estadístiques de la carrera

### NBA

#### Temporada regular
| Any         | Equip       | PJ  | PT  | Min  | %TC  | %T3  | %TL  | RPP | APP | ROB | TPP | PPP  |
| ----------- | ----------- | --- | --- | ---- | ---- | ---- | ---- | --- | --- | --- | --- | ---- |
| 2020-21     | Charlotte   | 51  | 31  | 28.8 | .436 | .352 | .758 | 5.9 | 6.1 | 1.6 | .4  | 15.7 |
| 2021-22     | Charlotte   | 75  | 75  | 32.3 | .429 | .389 | .872 | 6.7 | 7.6 | 1.6 | .4  | 20.1 |
| 2022-23     | Charlotte   | 36  | 36  | 35.2 | .411 | .376 | .836 | 6.4 | 8.4 | 1.3 | .3  | 23.3 |
| 2023-24     | Charlotte   | 22  | 22  | 32.3 | .433 | .355 | .865 | 5.1 | 8.0 | 1.8 | .2  | 23.9 |
| 2024-25     | Charlotte   | 47  | 47  | 32.0 | .405 | .339 | .843 | 4.9 | 7.4 | 1.1 | .3  | 25.2 |
| Trajectòria | Trajectòria | 231 | 211 | 31.9 | .421 | .365 | .837 | 6.0 | 7.4 | 1.5 | .3  | 21.0 |
| All-Star    | All-Star    | 1   | 0   | 22.0 | .636 | .500 | —    | 3.0 | 3.0 | 3.0 | .0  | 18.0 |

### NBL
| Any     | Equip     | PJ | PT | Min  | %TC  | %T3  | %TL  | RPP | APP | ROB | TPP | PPP  |
| ------- | --------- | -- | -- | ---- | ---- | ---- | ---- | --- | --- | --- | --- | ---- |
| 2019–20 | Illawarra | 12 | 12 | 31.2 | .377 | .250 | .723 | 7.4 | 6.8 | 1.7 | .2  | 17.0 |

### LKL
| Any     | Equip   | PJ | PT | Min  | %TC  | %T3  | %TL  | RPP | APP | ROB | TPP | PPP |
| ------- | ------- | -- | -- | ---- | ---- | ---- | ---- | --- | --- | --- | --- | --- |
| 2017–18 | Prienai | 8  | 1  | 12.8 | .268 | .250 | .737 | 1.1 | 2.4 | .8  | .1  | 6.5 |

### JBA
Temporada regular
| Any      | Equip       | PJ | PT | Min  | %TC  | %T3  | %TL   | RPP  | APP  | ROB | TPP | PPP  |
| -------- | ----------- | -- | -- | ---- | ---- | ---- | ----- | ---- | ---- | --- | --- | ---- |
| 2018     | Los Angeles | 8  | 8  | 45.9 | .409 | .211 | .859  | 14.6 | 11.5 | 3.8 | 1.4 | 39.6 |
| All-Star | All-Star    | 1  | 1  | 36.0 | .600 | .308 | 1.000 | 7.0  | 17.0 | 8.0 | 0.0 | 42.0 |

Fase final
| Any  | Equip       | PJ | PT | Min  | %TC  | %T3  | %TL   | RPP  | APP | ROB | TPP | PPP  |
| ---- | ----------- | -- | -- | ---- | ---- | ---- | ----- | ---- | --- | --- | --- | ---- |
| 2018 | Los Angeles | 3  | 3  | 40.0 | .472 | .310 | 0.909 | 11.7 | 9.7 | 3.0 | 0.7 | 41.0 |

## Vida personal

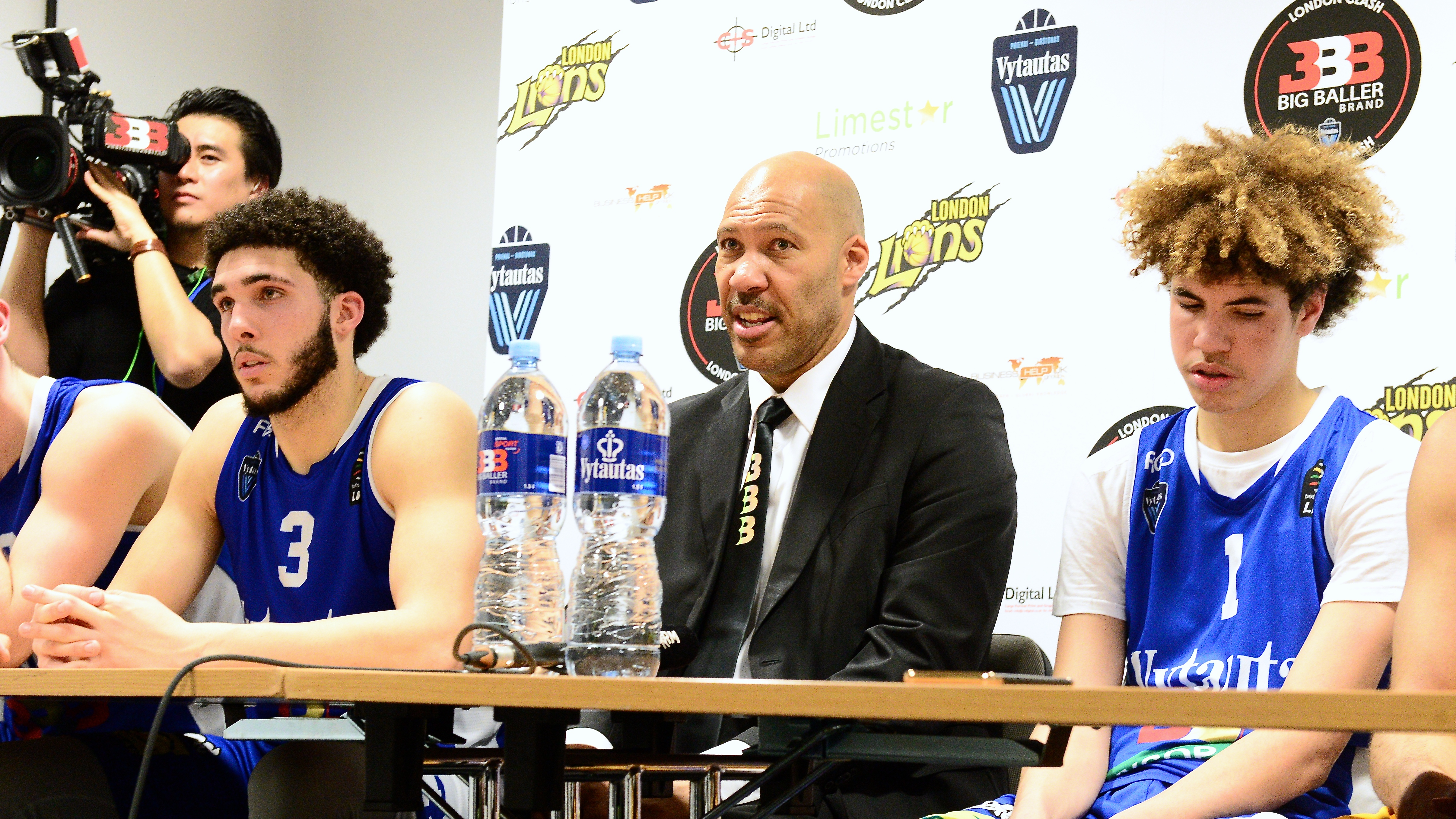
Ball (a la dreta) amb el seu pare LaVar i el germà LiAngelo després de jugar en un partit d'exhibició a Londres amb el Prienai, abril de 2018.

Ball és el fill menor de LaVar i Tina (née Slatinsky) Ball, ambdós exjugadors de bàsquet universitari. LaVar, que mesura 6 peus 6 polzades (1.98 m), va competir amb Washington State i després amb Cal State Los Angeles. Tina, que mesura 6 peus (1.83 m), també va jugar amb aquesta última escola. Més tard, LaVar va jugar a futbol americà professional com a tight end pels London Monarchs de la Lliga Mundial de Futbol Americà després de ser cedit pels New York Jets. El 2017, LaVar es va convertir en una personalitat mediàtica esportiva popular però polèmica, principalment per fer comentaris extravagants sobre les carreres d'ell mateix i dels seus fills. El cosí de Ball, Andre, juga a bàsquet universitari per Pepperdine.
Des de la seva temporada de debut a l'institut, Ball ha cridat l'atenció de mitjans esportius nacionals i ha aconseguit un gran nombre de seguidors a les xarxes socials. El 2017, molts analistes el qualificaven com a celebritat. Ball té un paper al programa de realitat de Facebook Watch Ball in the Family, que es va llançar l'agost de 2017 i documenta la vida dels membres de la seva família. El 26 de juny de 2017, Ball va aparèixer en un segment de WWE Raw amb membres de la seva família, durant el qual li va dir al seu pare: "¡Destroza el cul d'aquest negre!" La WWE posteriorment es va disculpar pel seu "llenguatge inapropiat". Ball és el tema d'un senzill de rap titulat "Melo Ball 1" i llançat pel seu germà, Lonzo, el 8 de setembre de 2017.
El 31 d'agost de 2017, Big Baller Brand, una empresa d'articles esportius llançada per la família de Ball el 2016, va llançar una sabata exclusiva per a ell anomenada Melo Ball 1 (MB1). Es va convertir en el jugador més jove en tenir una sabata exclusiva.
Ball va fitxar per Puma el 2021.
El 21 de maig de 2024, Tamaria McRae va presentar una demanda, en nom del seu fill, contra Ball i els Charlotte Hornets, al·legant que Ball va colpejar el seu fill amb el seu cotxe en sortir del Spectrum Center després d'un esdeveniment per a aficionats a principis d'octubre de 2023. La família demana una suma superior a 25.000 dòlars en danys compensatoris tant a Ball com als Hornets, i el litigi continua en curs.
Al novembre de 2024, Ball va ser multat amb 100.000 dòlars per la NBA després d'utilitzar la frase "no homo" en una entrevista posterior al partit després de la victòria dels Hornets per 115-114 contra els Milwaukee Bucks. Després d'imposar la multa, la NBA va emetre un comunicat que descrivia el llenguatge de Ball com a "ofensiu i despectiu".